# Prima che sia troppo tardi
Prima che sia troppo tardi è il settimo album dello showman italiano Renzo Arbore, uscito nel febbraio 1986.

## Il disco
Nel disco Arbore esplora tutti i generi musicali più conosciuti: dal jazz al blues, dal mambo al rock and roll.
Nei testi è presente una buona dose di ironia, con musiche ben suonate, anche se il mixaggio non eccelle: nel contesto il disco risulta divertente e gradevole all'ascolto.
I testi e le musiche sono di Renzo Arbore e Claudio Mattone.

### Le canzoni
- Il clarinetto è un pezzo che risulta orecchiabile fin dal primo ascolto: un brano pop con assonanze jazz e blues, ma soprattutto un testo pieno di doppi sensi già da subito. È stato portato al Festival di Sanremo 1986 giungendo al secondo posto.
- Una vecchia mattonella è un blues lento dove Arbore ci spiega come fare per ballare un lento in coppia con la propria amata; nel testo, parole mozzate per fare la rima.
- Però quanno te dico vatténne: un brano veloce con punte di rock, ci dice che è tollerante con tutti, anche se ci mostra i suoi limiti.
- Rogne è un rock and roll stile anni cinquanta che, senza troppe pretese, ci parla delle seccature della vita, soprattutto donne e motori.
- Playback: un'improbabile canzone cantata pare proprio in playback, dove Arbore, che sembra cantare da un altro disco, si chiede perché non si può usare il playback anche in altre situazioni, oltre alla musica.
- In Sfigato mambo, Arbore prova a cimentarsi nel suddetto stile musicale, evocando il mambo di quando "tu mi dicesti sì"...
- Tu vecchia mutanda, tu è un altro blues lento, dove si narra della nostalgia che suscita un indumento intimo ritrovato dopo tanto tempo, non senza maliziosi doppi sensi.
- Ma che ce azzecco io cu' stu country è un country lento, dove Arbore si chiede cosa c'entra lui stesso con il country, il Far West e i cavalli, la risposta sarebbe che lo canta per "te".
- Rien ne va plus è uno swing che parla di un motorino che si è inceppato e non vuole ripartire.
- Infine Io faccio o' show è una ballata lenta e malinconica che accompagnerà Arbore in tutti i suoi spettacoli: sembra una confessione, dove l'autore dice che si trova bene quando fa uno show insieme agli amici.

## La copertina
Un Arbore invecchiato, ma sorridente, seduto su una vecchia sedia a rotelle in una dimessa camera da letto. Nel televisore alla sua destra un Pippo Baudo anch'esso coi capelli bianchi che ancora impazza, nonostante l'età avanzata. Nella versione in musicassetta, la parte di Pippo Baudo è tagliata.

## Tracce[5]
Lato A
1. Il clarinetto - 3'51"
2. Una vecchia mattonella - 3'54"
3. Però quanno te dico vatténne - 3'35"
4. Rogne - 3'12"
5. Playback - 3'19"

Lato B
1. Sfigato mambo - 4'10"
2. Tu vecchia mutanda, tu - 3'15"
3. Ma che ce azzecco io cu' stu country - 3'58"
4. Rien ne va plus - 3'20"
5. Io faccio o' show - 3'54"

tot. 36'28"

## Formazione
- Renzo Arbore – voce, clarino
- Maurizio Dei Lazzaretti – batteria
- Massimo Pizzale – basso
- Alberto Botta  – batteria
- Luciano Ciccaglioni – chitarra
- Gianni Mazza – tastiera, cori, pianoforte, percussioni, kazoo
- Claudio Mattone – pianoforte, cori
- Carlo Pennisi – chitarra
- Adriano Giordanella – percussioni
- Tino Fornai – violino
- Cicci Santucci – tromba
- Doriano Beltrame – tromba
- Gerardo Carmine Gargiulo – trombone
- Gianni Oddi – sax alto
- Sal Genovese – sassofono tenore
- Alfredo Santoluci – sassofono tenore
- Giuseppe Taurino – sassofono baritono
- Adriano Fabi, Piero Roberto, Charlie Cannon, Gegè Telesforo – cori